# Мешков, Иван Георгиевич
Ива́н Гео́ргиевич Мешко́в (1923—1944) — лейтенант Рабоче-крестьянской Красной Армии, участник Великой Отечественной войны, Герой Советского Союза (1945).

## Биография
Иван Мешков родился 25 ноября 1923 года в городе Елец (ныне — Липецкая область). Окончил десять классов школы. В 1941 году Мешков был призван на службу в Рабоче-крестьянскую Красную Армию. Окончил военное училище. С марта 1943 года на фронтах Великой Отечественной войны.
К ноябрю 1944 года лейтенант Иван Мешков был комсоргом батальона 109-го стрелкового полка, 74-й стрелковой дивизии, 75-го стрелкового корпуса, 57-й армии, 3-го Украинского фронта. Отличился во время освобождения Югославии. В ночь с 6 на 7 ноября 1944 года передовая группа во главе с Мешковым переправилась через Дунай и захватила две немецкие траншеи. В критический момент боя Мешков заменил собой выбывшего из строя командира батальона и поднял бойцов в атаку. В том бою он погиб. Похоронен на месте своего последнего боя.
Указом Президиума Верховного Совета СССР от 24 марта 1945 года лейтенант Иван Мешков посмертно был удостоен высокого звания Героя Советского Союза. Также был награждён орденами Ленина, Красного Знамени и Красной Звезды.

## Память
В честь Мешкова названа улица в Ельце.